# تحفل الثدي
تحفل الثدي أو احتقان الثدي بحليب الأم، يصيب الغدد الثديية؛ وذلك بسبب تمدد الأوعية الدموية وضغط حليب الثدي الجديد الوارد في داخلها.
ويحدث التحفل عادةً عندما يتحول الثدي من حليب اللبأ أو ما يسمى (الصمغة) اٍلى الحليب الناضج. ويمكن أن يتفاقم بسبب الرضاعة الطبيعية غير الكافية أو انسداد القنوات الناقلة للحليب، أو بسبب التوقف عن الرضاعة من الثدي لأي سبب كان.
وعند الاحتقان قد يتضخم الثديان، وتصحبه آلام تتنوع من خفيفة اٍلى شديدة.
ويمكن أن يتطور التحفل اٍلى التهاب في الأثداء، ومن دون علاج التحفل ينشأ ضغط على القنوات الناقلة للحليب، وغالباً ما تسبب انسدادها. وتشعر المرأة في كثير من الأحيان بوجود تورم في جزء واحد من الثدي، والجلد في تلك المنطقة قد يكون أحمر و/أو ساخناً. وإذا ما استمر حال القنوات المسدودة يمكن أن ينشأ التهاب الثدي، وعند هذه النقطة قد تظهر الحمى أو أعراض تشبه الإنفلونزا.

## العلاج
ينبغي على الأم المقررة مسبقاً التوقف عن الرضاعة الطبيعة، أن تعطي طفلها الصمغة بقدر الإمكان أولاً، ثم إذا كان هناك سبب مهم للتوقف فعليها أن تخرج حليب ثدييها باستمرار حتى لا يحدث الاحتقان، حتى لو كان التوقف مؤقتاً فعليها أن تخرج الحليب في الأيام التي تتوقف فيها، كما ينبغي أن تستمر الرضاعة الطبيعية العادية، ويمكن أن تساعد الكمادات الساخنة والباردة على تخفيف الألم، كما أن أخذ حماماً ساخناً مع تسليط الماء الساخن على الصدر الذي يسبب الألم يساعد كثيراً في العلاج.
وارتداء حمالة صدر مخصصة للرضاعة مناسبة مع حمالات واسعة لا تخدش ومع مساحة مريحة لتكور الثدي بأكمله تساعد عادة في تخفيف الألم والأعراض الأخرى.
وإذا لم تتحسن الأعراض في خلال أيام لابد على المريضة أن تستشير الطبيب.